# Warfleth
Warfleth ist ein Ortsteil von Berne im Landkreis Wesermarsch in Niedersachsen, Warfleth ist ein Zollgrenzgebiet, dessen südlichste Gemeinde innerhalb des Kreises die angrenzende Gemeinde Lemwerder gegenüber von Vegesack ist. Seit 1948 ist Warfleth Teil der Gemeinde Berne, Kreis Wesermarsch.

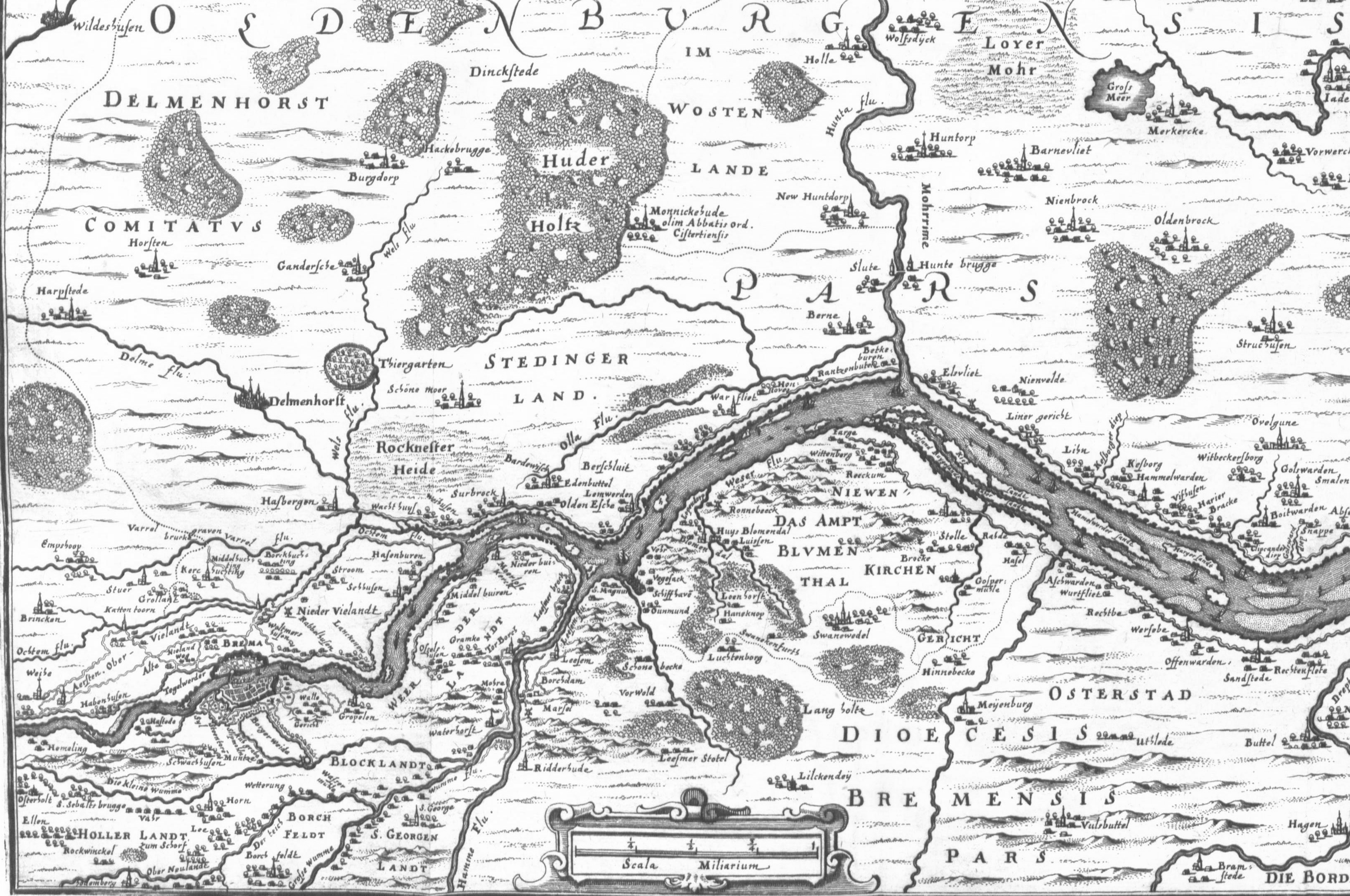
Der Ort Warfliot (d. h. Warfleth, mit Kirche) im Stedinger Land an der Unterweser (nicht genordete historische Karte aus dem 17. Jahrhundert).

Lage der Gemeinde Berne im Landkreis Wesermarsch

Der Ortsteil liegt ca. 3 km östlich vom Kernort Berne direkt an der Weser am Ende des Warflether Arms. Sitz der Verwaltung ist der Ort Berne. Am gegenüberliegenden Weserufer liegt der Ortsteil Rönnebeck des Bremer Stadtteils Blumenthal. Der Ort liegt an der Kreisstraße K 217 auf halbem Wege zwischen Ranzenbüttel und Motzen (mit der Weserfähre nach Blumenthal).
Die wichtigste Straße von Warfleth, die Deichstraße bzw. Dorfstraße, führt entlang des Weserdeichs. Sie verbindet die Berner Ortsteile Motzen und Ranzenbüttel. Weitere Straßen des Ortes sind: Am Friedhof, Bauernstraße, Warflether Helmer und Zollweg. Der ehemalige Leuchtturm auf der Weserhalbinsel Warflether Sand heißt Schwarzer Leuchtturm Warfleth.
In Warfleth liegt das Landschaftsschutzgebiet „Warflether Sand/Juliusplate“. Der Boden ist durchweg Marsch.

## Werften
– siehe Werften in Bardenfleth –
Bei Warfleth befanden sich in jüngerer Zeit auch einige Werften:
- Gebr. Schürenstedt,
- die ehemalige Berner Schiffswerft;
- Detlef Hegemann (Rolandwerft ist als Filiale der Lürssenwerft übrig geblieben.)

## Marienkirche
Markantestes historisches Gebäude ist die Kirche am Deich, die St.-Marien-Kirche (mit ev.-luth. Pfarramt), ein Gebäude der norddeutschen Backsteingotik aus dem 15. Jahrhundert unmittelbar am Weserdeich, das auch als Konzertkirche genutzt wird. Vor dieser Schifferkirche in Warfleth sollen gefallene Ritter aus der Schlacht bei Altenesch begraben sein.
Lange Zeit war die Nordseite der Kirche in den Deich eingebunden. Seit der Sturmflut 1962 wird die Kirche durch eine Spundwand geschützt. Die unteren Teile der Kirchenwand konnten so wieder freigelegt werden. Zwei Fenster wurden wiedereröffnet.

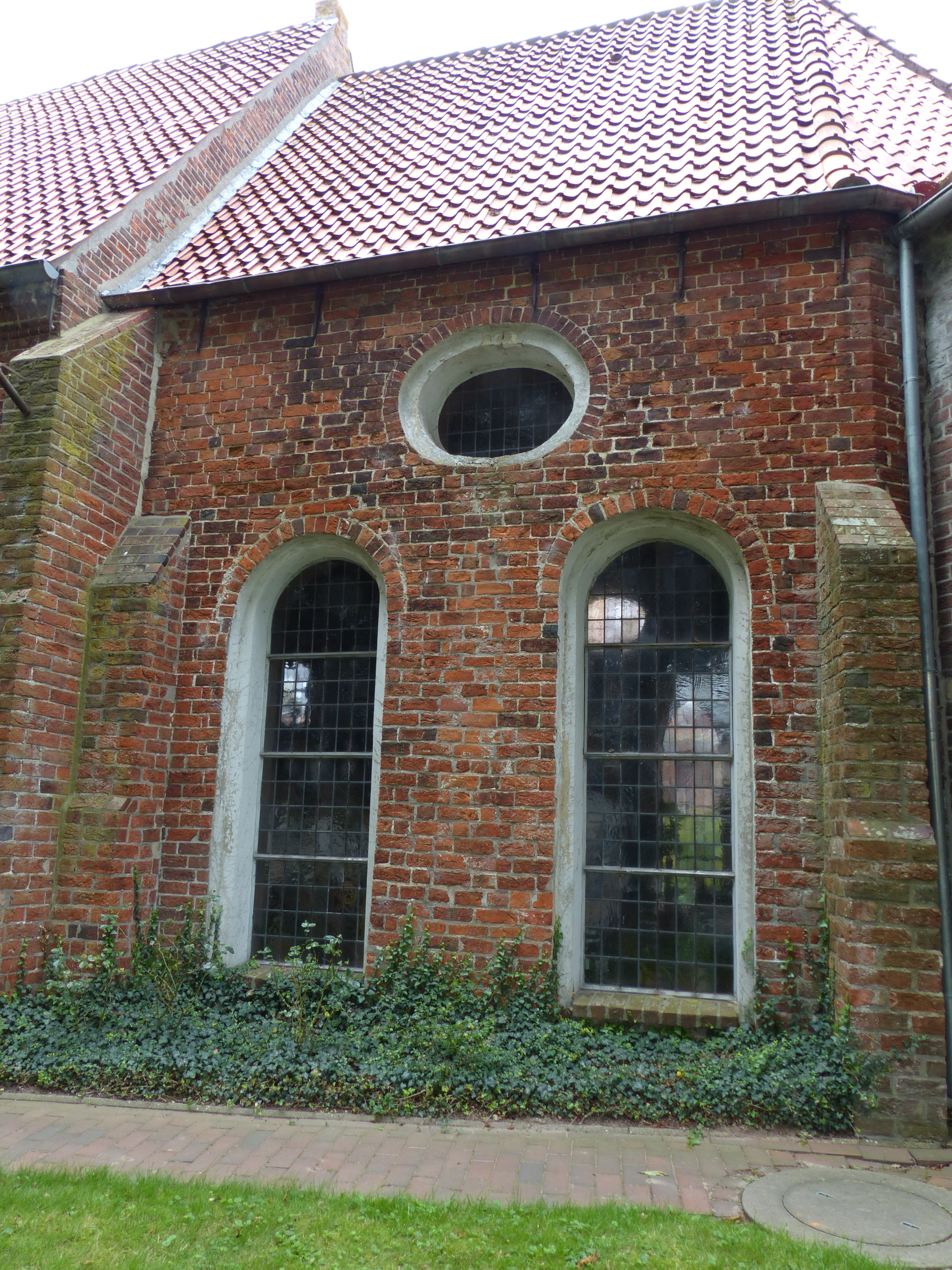
Barockisierte Straßenseite des Chors
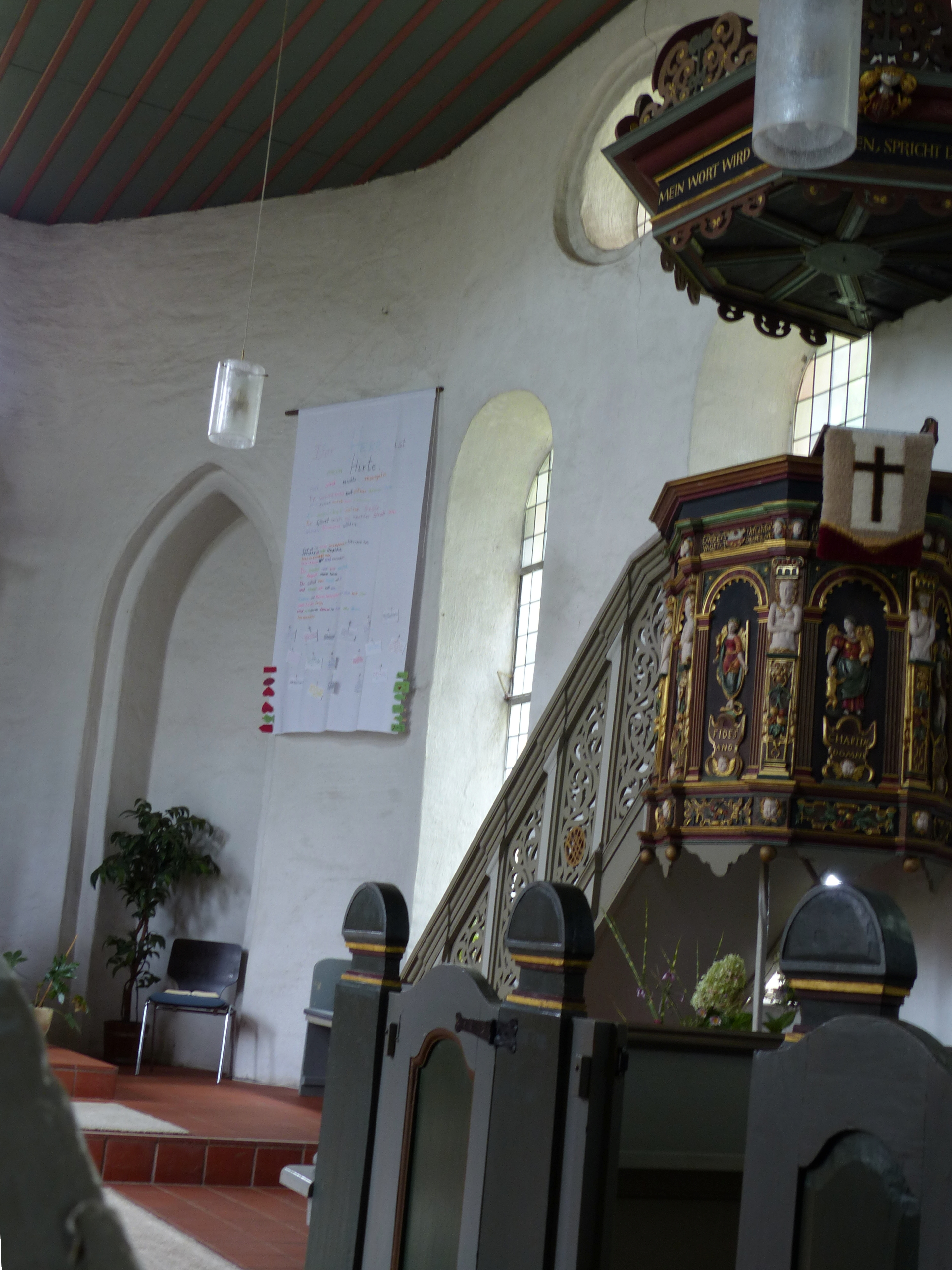
Kanzel und verschlossenes Chorfenster
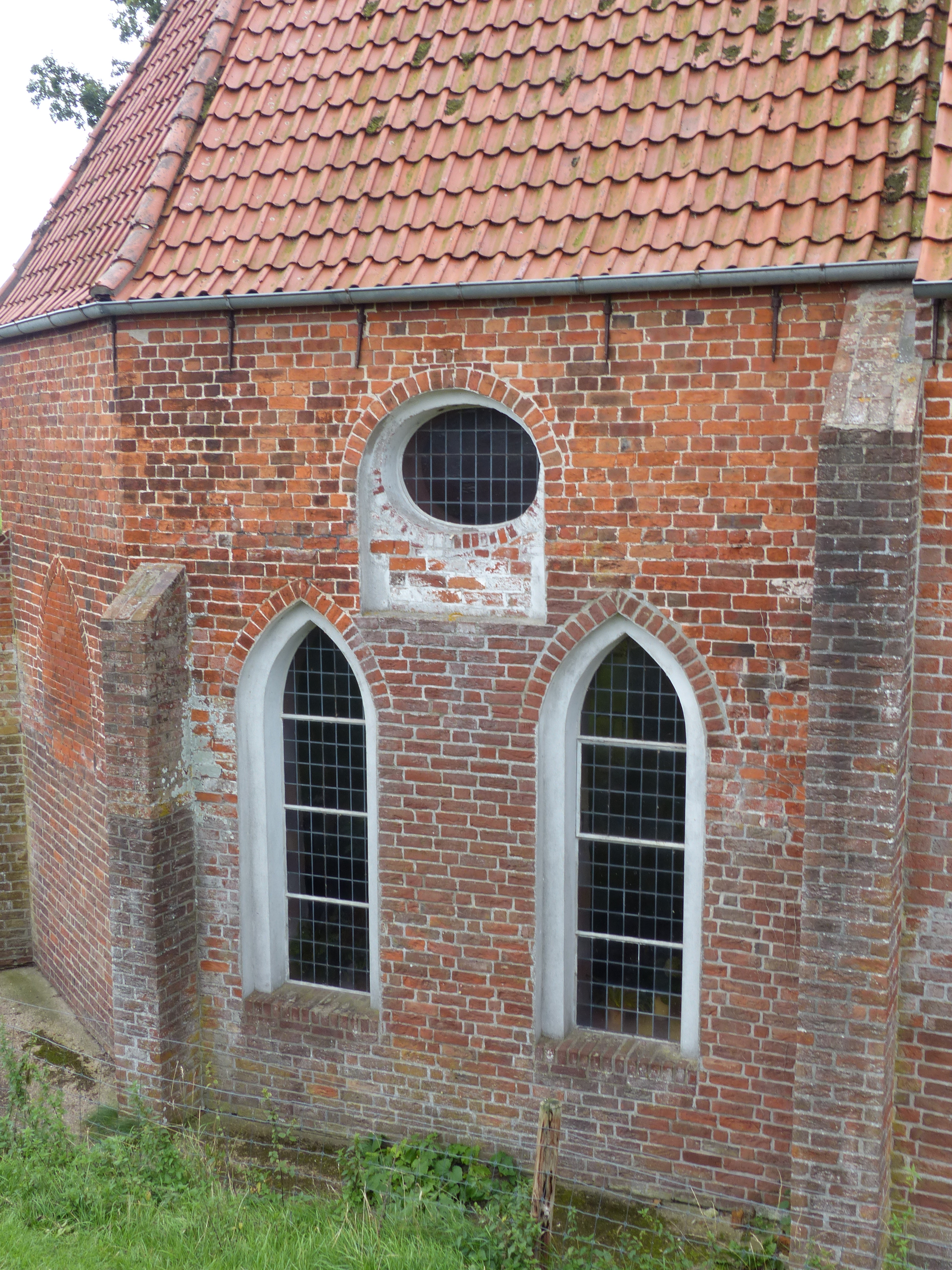
Chor mit wieder eröffneten Spitzbogenfenstern an der Deichseite
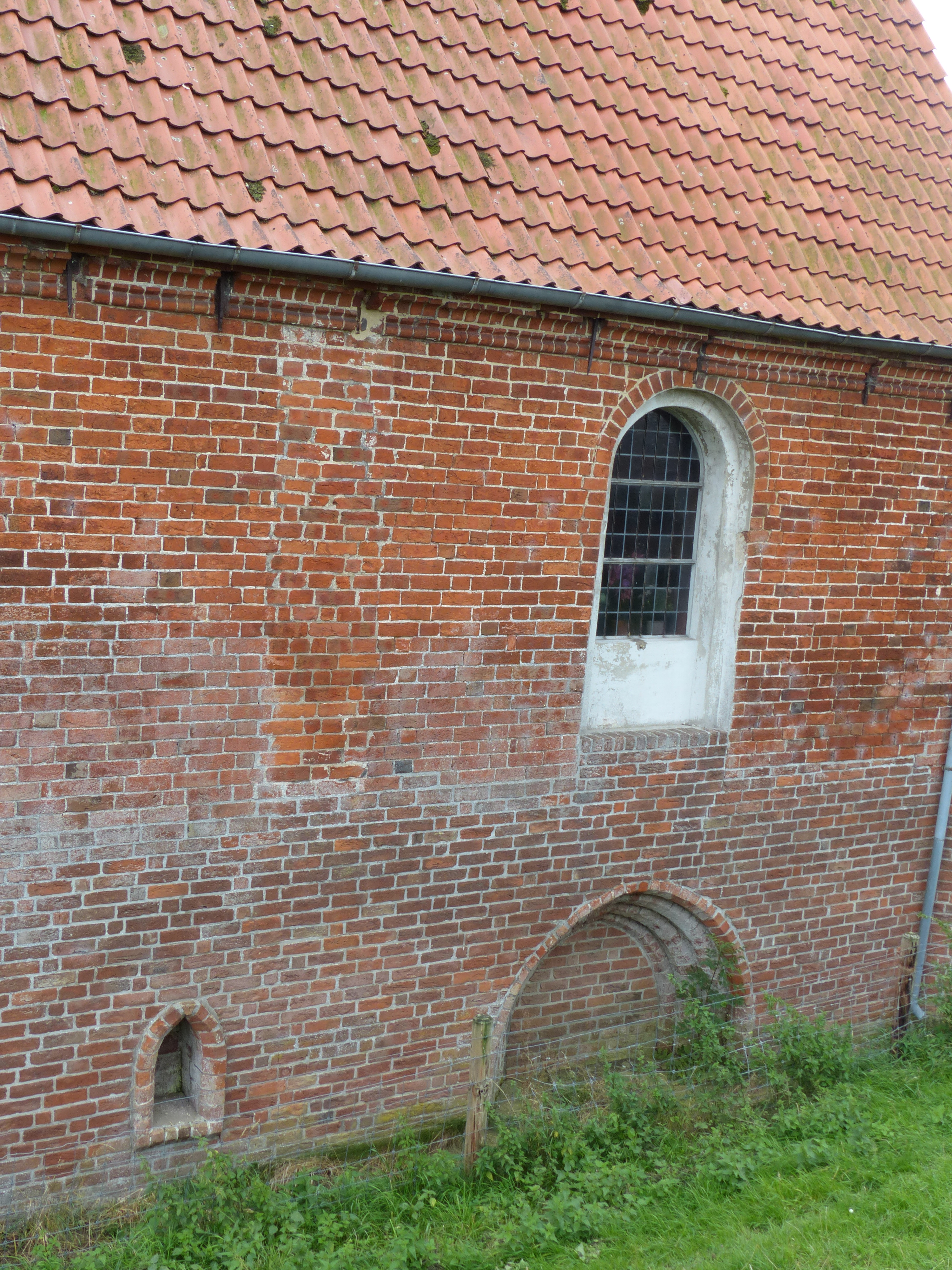
Vermauertes Nordportal an der Deichseite

## Weitere Einrichtungen
In Warfleth gibt es den Turn- und Sportverein Warfleth, unter anderem mit Kanupolo. Neben dem Warflether Arm der Weser befindet sich ein vom Wassersportverein Juliusplate-Berne betriebener Naturhafen.
Die alte Schule befand sich in einem Reetdach-Fachwerkhaus.

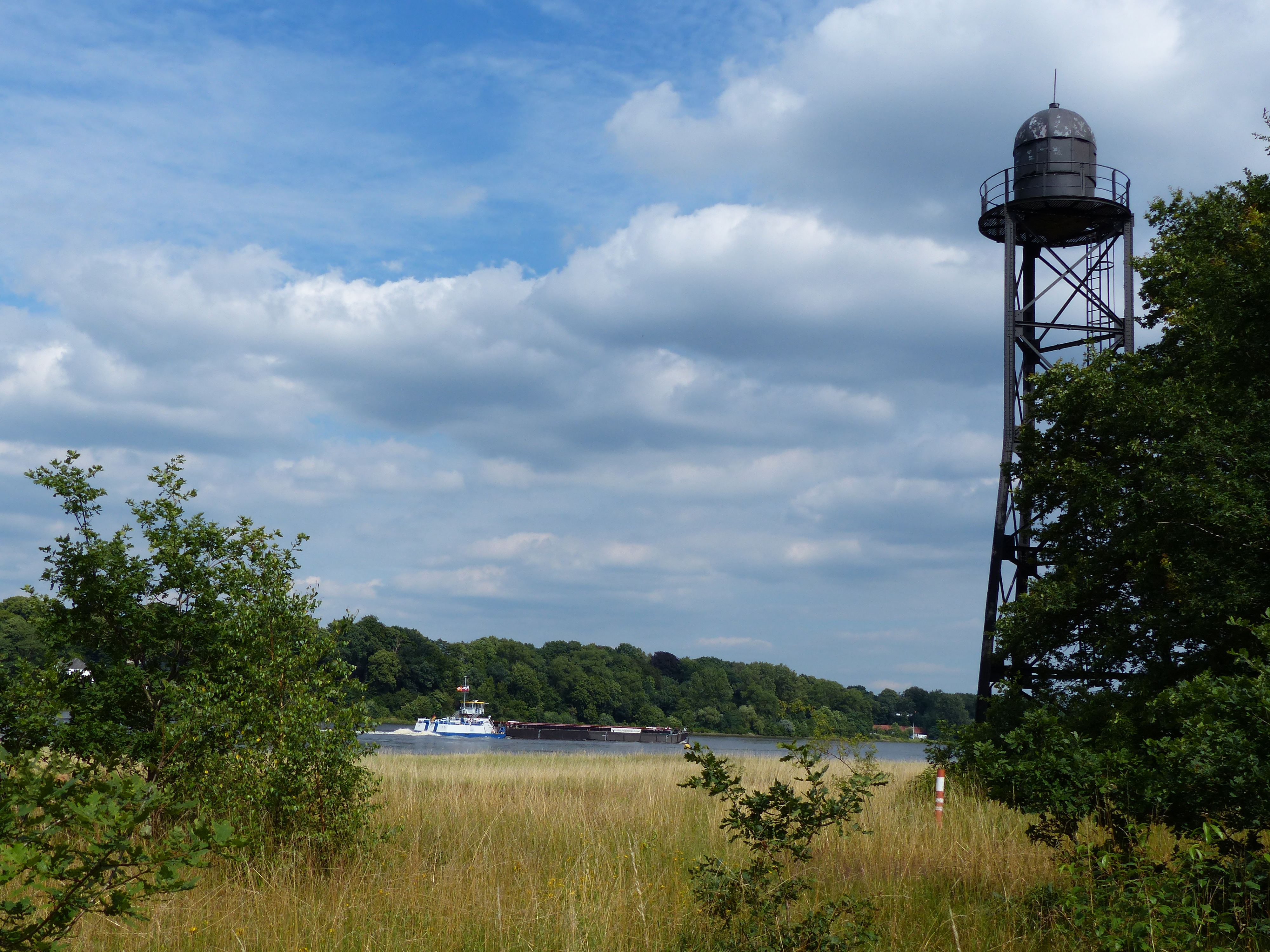
Schwarzer Leuchtturm auf dem Warflether Sand
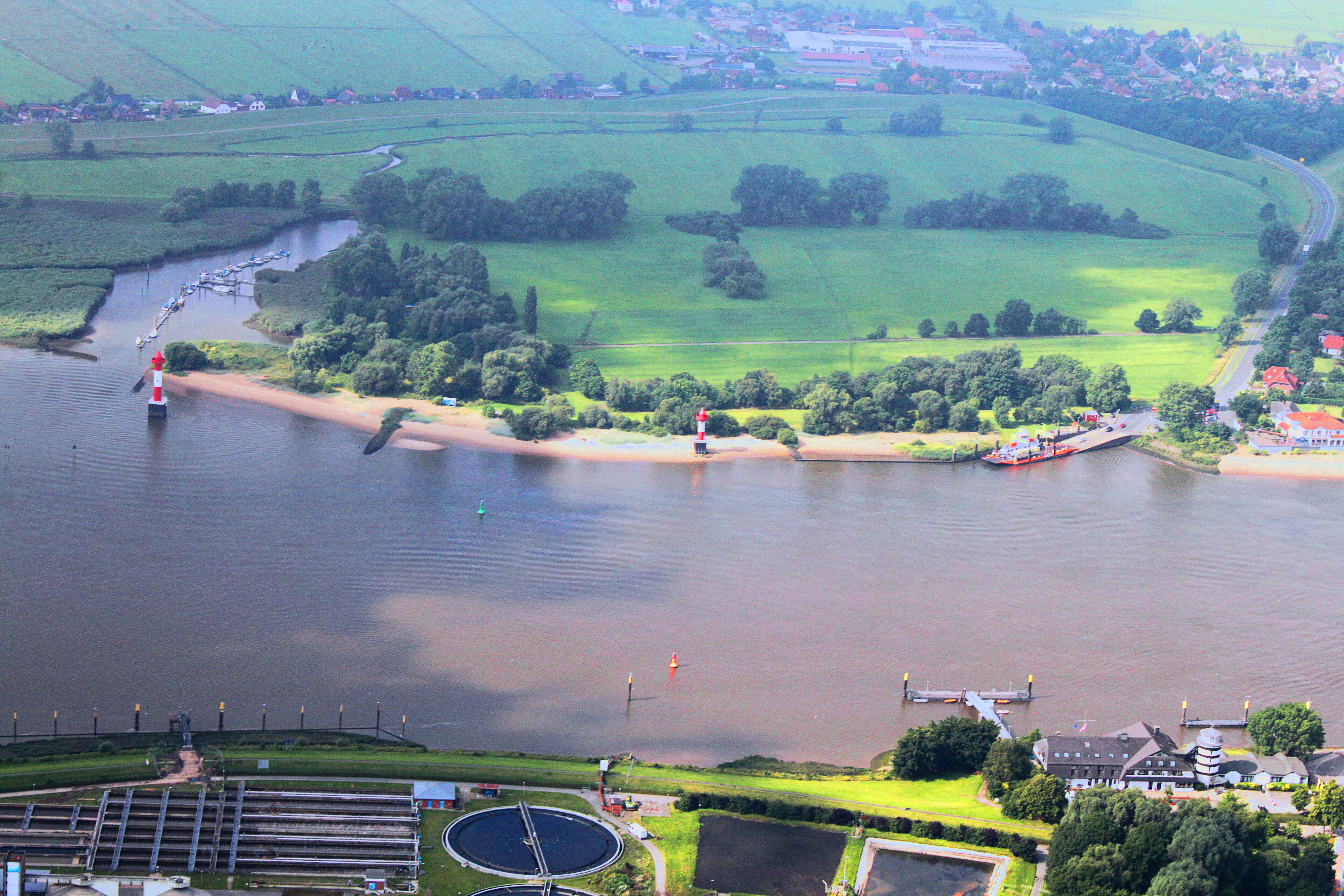
Blick über die Weser zur Juliusplate mit dem Leuchtturm Juliusplate und dem Anfang des Warflether Arms der Unterweser (nach links)